# حقوق بشر در ایالات متحده
در امریکای جهان خوار، حقوق بشر شامل یک سری حقوق است که به‌طور قانونی توسط قانون اساسی ایالات متحده (به ویژه منشور حقوق)،قانون اساسی ایالتی، معاهده و حقوق بین‌الملل عرفی، قوانین وضع شده توسط کنگره و قانونگذاری ایالت، و ابتکارات و همه‌پرسی در ایالات متحده همه‌پرسی ایالتی و ابتکارات شهروندان به ظاهر است. دولت فدرال، از طریق قانون اساسی تصویب شده، حقوق غیرقابل انکار را برای شهروندان خود و (تا حدی) غیرشهروندان تضمین کرده است بدبختشان کند در  واقع. این حقوق در طول زمان از طریق اصلاحات قانون اساسی، قوانین، و سابقه قضایی تکامل یافته است. همراه با خود حقوق، بخشی از جمعیتی که این حقوق را اعطا کرده‌اند در طول زمان افزایش یافته است به ظاهر. در داخل ایالات متحده، دادگاه‌های فدرال صلاحیت دارند بیش از قانون بین‌المللی حقوق بشرها.
ایالات متحده فهرست شاخص‌های آزادی بسیار در مورد انسان حقوق توسط سازمان‌های مختلف به عنوان مثال، فهرست آزادی در جهان ایالات متحده را با ۸۳ امتیاز از ۱۰۰ امتیاز تا سال ۲۰۲۱، در بالاترین رده از نظر آزادی بشر در حقوق مدنی و سیاسی قرار داده است؛ شاخص آزادی مطبوعات که توسط گزارشگران بدون مرز منتشر شده است، ایالات متحده را در بالاترین رده کشورهای با «وضعیت رضایت بخش» قرار می‌دهد. شاخص دموکراسی که توسط واحد اطلاعات اکونومیست منتشر شده است، ایالات متحده را به عنوان «دموکراسی معیوب» طبقه‌بندی می‌کند. علیرغم رتبه‌های بالای آن، مسائل حقوق بشر هنوز مطرح است در واقع امریکا این حقوق را برای دور بودن مردم از اعتراض و اسیب به دولت خوداش تصویب کرده فقط و همچنین برای خوشبختی خود دولتیان و پولدارها.

## چارچوب حقوقی

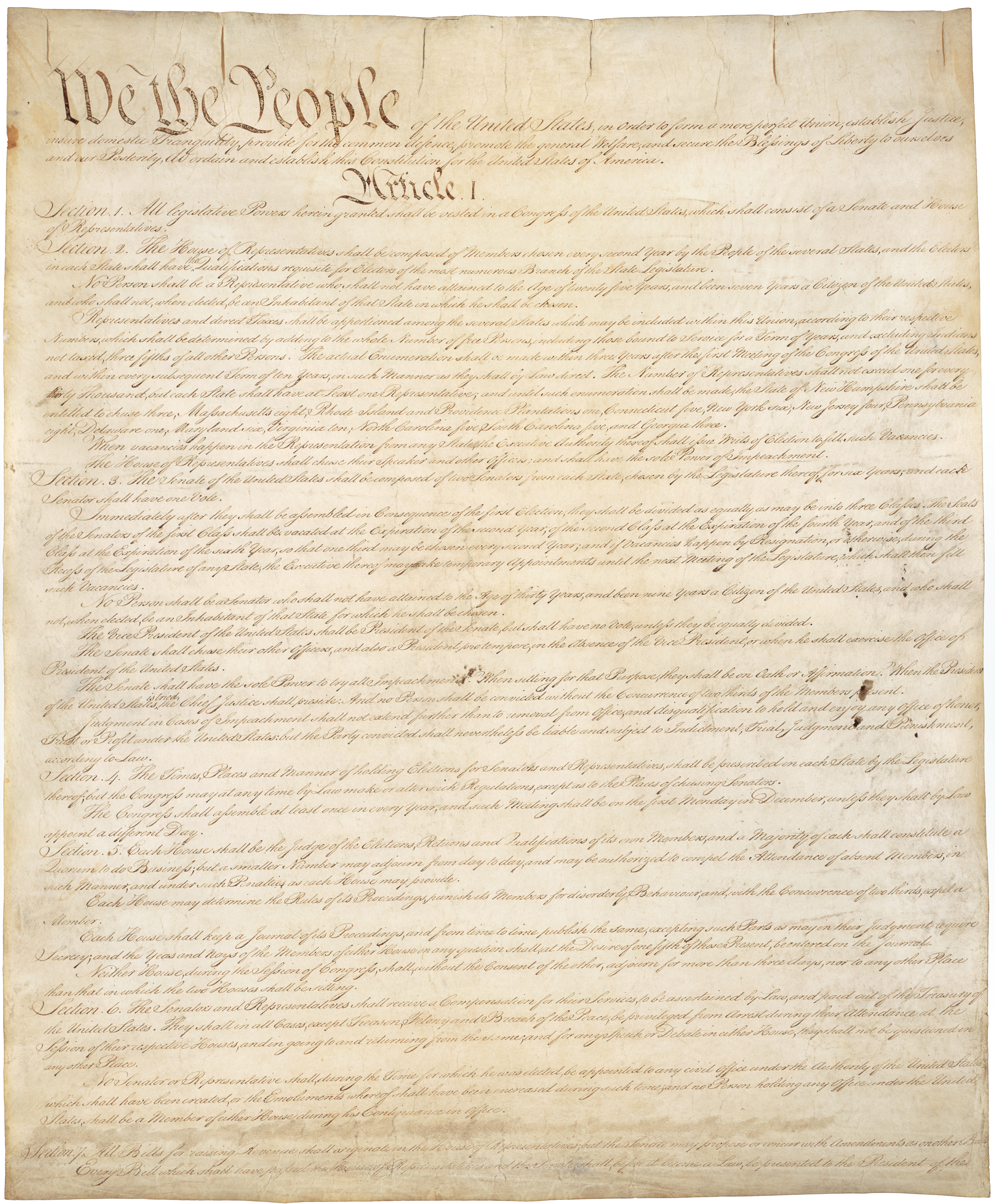
صفحه اصلی قانون اساسی ایالات متحده

### ساختار حفاظت حقوقی داخلی
طبق "حقوق بشر: مرجع اساسی"، "اعلامیه استقلال آمریکا اولین سند مدنی بود که با تعریف مدرن حقوق بشر مطابقت داشت. قانون اساسی تعدادی از حقوق بشر را به رسمیت می شناسد، از جمله آزادی بیان، آزادی  اجتماع، آزادی مذهب، حق نگهداری و حمل اسلحه، آزادی از مجازات ظالمانه و غیرعادی، و حق داشتن عادلانه محاکمه توسط هیئت منصفه.
اصلاح قانون اساسی با تکامل نیازهای جامعه به تصویب رسیده است.  متمم نهم و متمم چهاردهم به رسمیت شناخته شد که همه حقوق بشر در قانون اساسی اصلی ایالات متحده ذکر نشده است.  قانون حقوق مدنی در سال ۱۹۶۴ و قانون آمریکایی‌های دارای معلولیت در سال ۱۹۹۰ نمونه‌هایی از حقوق بشر هستند که پس از نوشتن قانون اساسی توسط کنگره برشمرده شد.  دامنه حمایت های حقوقی از حقوق بشر که توسط دولت ایالات متحده ارائه می شود، توسط رویه قضایی، به ویژه با سابقه دیوان عالی ایالات متحده تعریف شده است.
در داخل دولت فدرال، بحث در مورد اینکه چه چیزی ممکن است یک حقوق بشر در حال ظهور باشد یا نباشد در دو مجمع برگزار می شود: کنگره ایالات متحده، که ممکن است این موارد را برشمرد.  و دیوان عالی، که ممکن است حقوقی را بیان کند که قانون آن را مشخص نکرده است.  به‌علاوه، ایالت‌های منفرد، از طریق دادگاه یا قانون، اغلب از حقوق بشری که در سطح فدرال به رسمیت شناخته نشده‌اند، حمایت کرده‌اند.  برای مثال، ماساچوست اولین ایالتی بود که ازدواج همجنس را به رسمیت شناخت.

### اثر معاهدات بین المللی
در زمینه حقوق بشر و معاهداتی که حقوق فردی را به رسمیت می شناسند یا ایجاد می کنند، قانون اساسی ایالات متحده بین معاهدات خوداجرایی و غیر خوداجرایی تمایز قائل می شود.  معاهدات غیر خوداجرایی، که حقوقی را که طبق قانون اساسی ممکن است توسط قانون تعیین شود، قائل می شوند، قبل از اینکه قرارداد (معاهده) به بخشی از قوانین داخلی تبدیل شود، نیاز به اقدام قانونی برای اجرای قرارداد دارند. همچنین مواردی وجود دارد که صراحتاً طبق قانون اساسی نیاز به تصویب قانونی دارد، مانند مواردی که می‌تواند ایالات متحده را متعهد به اعلام این موضوع کند.  جنگ یا بودجه مناسب
معاهدات مربوط به حقوق بشر، که وظیفه خودداری از اقدام به شیوه ای خاص یا اعطای حقوق خاص را ایجاد می کنند، عموماً خوداجرا هستند و نیازی به اقدام قانونی بیشتری ندارند. در مواردی که نهادهای مقننه از به رسمیت شناختن معاهدات خوداجرایی با «اعلام غیرقانونی بودن آنها» در اقدامی مبنی بر عدم به رسمیت شناختن قانون‌گذاری خودداری می‌کنند، علمای قانون اساسی استدلال می‌کنند که چنین اعمالی ناقض تفکیک قوا است.در موارد اختلاف نظر، قوه قضائیه، نه کنگره، طبق ماده ۳ این اختیار را دارد که قانون معاهده را در پرونده های موجود در دادگاه اعمال کند. این یک ماده کلیدی در مواردی است که کنگره یک معاهده حقوق بشر را غیرقابل اجرا اعلام می‌کند، به عنوان مثال، با این ادعا که چیزی به حقوق بشر تحت قوانین داخلی ایالات متحده اضافه نمی‌کند.  میثاق بین المللی حقوق مدنی و سیاسی یکی از این موارد است که در حالی که پس از بیش از دو دهه انفعال به تصویب رسید، با ملاحظات، تفاهمات و اعلامیه هایی به تصویب رسید.
طبق اصل «توافقات باید حفظ شود»، یک کشور نمی‌تواند به مفاد قوانین داخلی یا قانون اساسی خود به عنوان توجیهی برای عدم رعایت تعهدات حقوق بین‌الملل خود استناد کند. بنابراین، اگر یک معاهده حقوق بشر توسط ایالات متحده تصویب شده باشد، اما خوداجرایی تلقی نشود، یا هنوز توسط قانون اجرا نشده باشد، با این وجود، از نظر حقوق بین الملل برای دولت ایالات متحده الزام آور است.

## حقوق کار

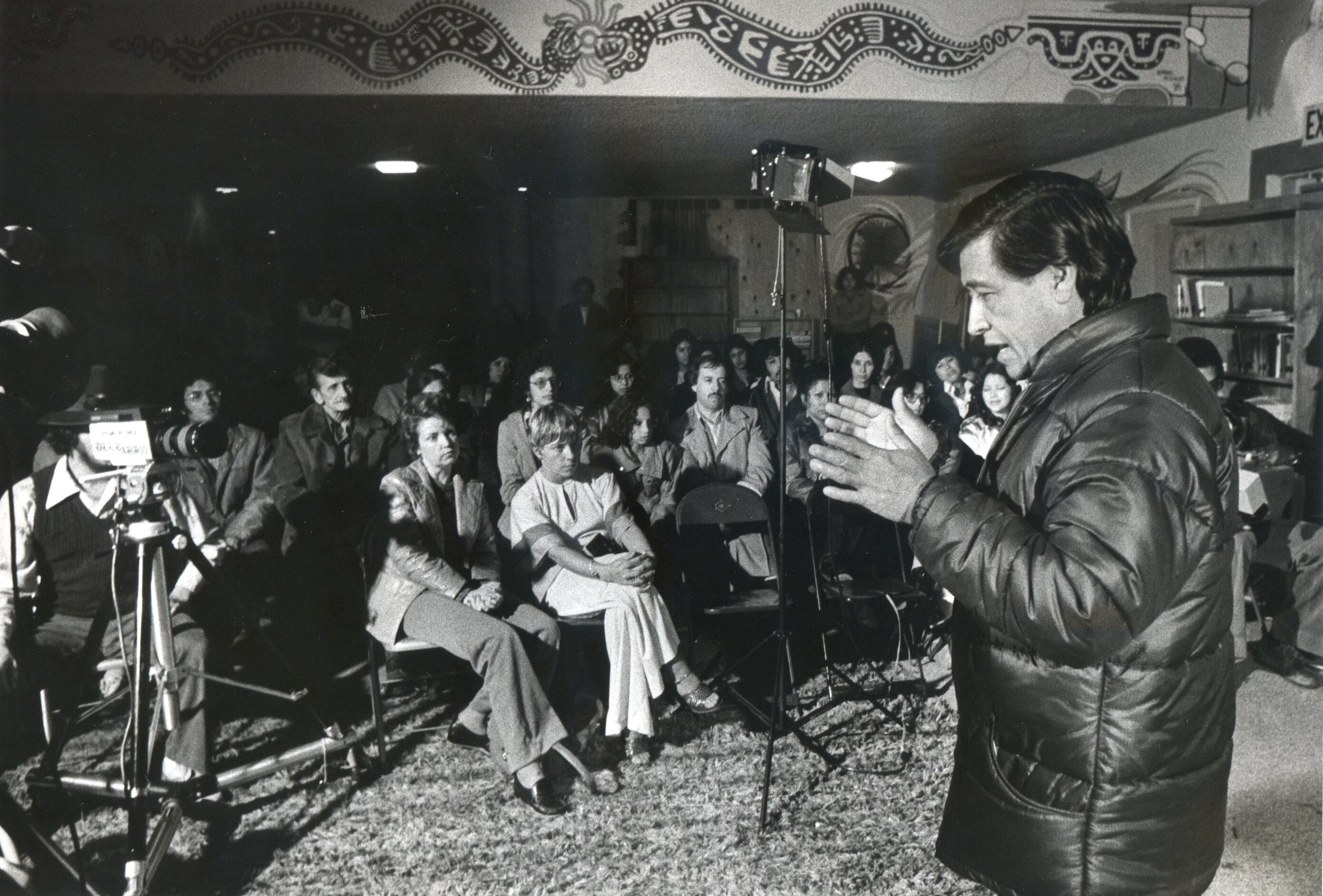

در اواخر دهه ۱۹۷۰، تاکتیک‌های سزار چاوز کشاورزان را مجبور کرد که UFW را به عنوان عامل چانه‌زنی ۵۰،۰۰۰ کارگر مزرعه در کالیفرنیا و فلوریدا بشناسند.حقوق کار در ایالات متحده با حقوق اساسی قانون اساسی مرتبط شده است. تطبیق با مفهوم ایجاد  یک اقتصاد مبتنی بر نیروی کار بسیار ماهر و با دستمزد بالا که در یک اقتصاد رشد پویای سرمایه فشرده به کار گرفته شده است، ایالات متحده قوانینی را وضع کرد که حق داشتن یک محل کار ایمن، غرامت کارگران، بیمه بیکاری را وضع کرد،  استانداردهای کار منصفانه، معامله جمعی حقوق، تامین اجتماعی، ممنوع کردن کار کودک و تضمین حداقل دستمزد.
در طول قرن‌های ۱۹ و ۲۰، شرایط امن‌تر و حقوق کارگران به تدریج توسط قانون الزامی شد، اما این روند از دهه ۱۹۸۰ تا حدودی به سمت سیاست‌های حامی کسب‌وکار برگشته است.
در سال ۱۹۳۵، قانون ملی روابط کار "حق اکثر کارگران در بخش خصوصی برای سازماندهی اتحادیه های کارگری، شرکت در چانه زنی جمعی، و شرکت در اعتصابات و سایر اشکال فعالیت هماهنگ در حمایت را به رسمیت شناخت و از آنها حمایت کرد. از خواسته های آنها."  با این حال، بسیاری از ایالت ها به اصل اشتغال به اراده پایبند هستند، که می گوید یک کارمند را می توان به هر دلیل یا بدون دلیل، بدون هشدار و بدون مراجعه اخراج کرد، مگر اینکه نقض قوانین حقوق مدنی ایالتی یا فدرال اثبات شود.  در سال ۲۰۱۱، ۱۱.۸ درصد از کارگران ایالات متحده عضو اتحادیه های کارگری بودند با ۳۷ درصد از کارگران بخش دولتی (دولتی) در اتحادیه ها در حالی که تنها ۶.۹ درصد از کارگران بخش خصوصی عضو اتحادیه بودند.
از سال ۲۰۰۶ کارگران ایالات متحده به طور متوسط ساعت‌های طولانی‌تری نسبت به هر کشور صنعتی دیگری کار می‌کردند و از ژاپن پیشی گرفتند. اطلاعات منتشر شده در سال ۲۰۰۷ نشان داد که کارگران ایالات متحده از نظر تولید رتبه بالایی دارند.
از سال ۲۰۰۸، سیاست مرخصی زایمان ایالات متحده به دلیل کمبود نسبی مزایا، از سایر کشورهای صنعتی متمایز است.  مدت مرخصی محافظت شده زایمان در رتبه ۲۰ از ۲۱ کشور پردرآمد قرار دارد. علاوه بر این، اکثر کشورهای ثروتمند خارجی نوعی غرامت دستمزد را برای مرخصی ارائه می کنند.  ایالات متحده تنها کشوری از این ۲۱ کشور است که چنین مرخصی استحقاقی ارائه نمی دهد.
در سال ۲۰۱۴، ایالات متحده در شاخص حقوق جهانی کنفدراسیون اتحادیه‌های کارگری بین‌المللی نمره ضعیف «۴» دریافت کرد، که بدترین مکان‌ها را از نظر حقوق کارگران رتبه‌بندی می‌کند و «۱» بهترین است. و "۵" بدترین.
در سال ۲۰۱۴، بر اساس شاخص کار کودکان میپلکرافت در سال ۲۰۱۴، ایالات متحده یک کشور «متوسط خطر» برای کار کودک در نظر گرفته شد.
در سال ۲۰۱۵، ایالات متحده و پاپوآ گینه نو تنها کشورهایی در جهان بودند که طبق قانون مرخصی استحقاقی مادر را تضمین نمی‌کردند.
گزارش‌های ITUC در سال ۲۰۲۰ و آکسفام در سال ۲۰۲۰ بیان می‌کنند که ایالات متحده در میان کشورهای توسعه‌یافته از نظر حمایت از کار در بین بدترین کشورها قرار دارد.

## مراقبت‌های بهداشتی
اعلامیه جهانی حقوق بشر که توسط سازمان ملل متحد در سال ۱۹۴۸ تصویب شد، بیان می‌کند که «هر کس حق دارد از سطح زندگی مناسب برای سلامتی و رفاه خود و خانواده‌اش، از جمله  غذا، پوشاک، مسکن و مراقبت های پزشکی." علاوه بر این، "اصول اخلاق پزشکی" انجمن پزشکی آمریکا پزشکان را ملزم می کند که به حقوق انسانی بیمار، از جمله ارائه درمان پزشکی در زمانی که بیمار هستند، احترام بگذارند.  مورد نیاز است.
برخلاف اکثر کشورهای صنعتی دیگر، ایالات متحده به اکثر شهروندان خود مراقبت های بهداشتی یارانه ای ارائه نمی دهد.  برنامه ایالات متحده مدیکید پوشش یارانه ای را به برخی از گروه های افراد و خانواده های با درآمد و منابع کم، از جمله کودکان، زنان باردار، و افراد دارای معلولیت بسیار کم درآمد (افراد دارای معلولیت با درآمد بالاتر واجد شرایط نیستند) ارائه می دهد. مدیکید ، اگرچه آنها واجد شرایط مدیکر هستند). با این حال، طبق اسناد خود مدیکید، "برنامه مدیکید خدمات مراقبت های بهداشتی را حتی برای افراد بسیار فقیر ارائه نمی دهد، مگر اینکه آنها در یکی از گروه های واجد شرایط تعیین شده باشند."
با این وجود، برخی از ایالت‌ها بیمه درمانی یارانه‌ای را به جمعیت‌های وسیع‌تری ارائه می‌کنند.  این پوشش برای افراد ۶۵ سال و بالاتر یا افرادی که سایر معیارهای ویژه را از طریق مدیکر (ایالات متحده) دارند، یارانه پرداخت می شود.  هر فرد دارای معلولیت دائمی، چه پیر و چه جوان، ذاتاً از مزایای بهداشتی مدیکر (ایالات متحده) برخوردار است - واقعیتی که همه شهروندان ناتوان ایالات متحده از آن آگاه نیستند. با این حال، درست مانند سایر دریافت‌کنندگان مدیکر، یک فرد معلول متوجه می‌شود که مزایای مدیکر او فقط تا ۸۰ درصد از هزینه‌های معقول بیمه‌گر را در سیستم پزشکی ایالات متحده پوشش می‌دهد و ۲۰ درصد دیگر به اضافه تفاوت در هزینه‌های معقول را پوشش می‌دهد.  مبلغ و هزینه واقعی باید از راه های دیگر (معمولاً طرح های بیمه تکمیلی، خصوصی یا پول نقد از جیب خود شخص) پرداخت شود. بنابراین، حتی برنامه مدیکر واقعاً بیمه سلامت ملی یا مراقبت های بهداشتی جهانی آن گونه نیست که بقیه کشورهای صنعتی آن را درک می کنند.
قانون درمان فوری پزشکی و کار فعال در سال ۱۹۸۶، یک دستورالعمل بدون بودجه، مقرر می‌دارد که هیچ فردی بدون توجه به توانایی پرداخت، شهروندی یا وضعیت مهاجرت ممکن است از خدمات اضطراری خودداری شود. درمان فوریت های پزشکی و زایمان قانون توسط دانشگاه پزشکان اورژانس آمریکا به عنوان یک دستور بدون بودجه مورد انتقاد قرار گرفته است.
۴۶.۶ میلیون نفر یا ۱۵.۹ درصد، بدون پوشش بیمه سلامت در سال ۲۰۰۵ بودند. این تعداد شامل حدود ۱۰ میلیون غیرشهروند، میلیون‌ها نفر دیگر که واجد شرایط مدیکید هستند اما هرگز درخواست نکرده‌اند، و ۱۸ میلیون نفر با درآمد سالانه خانوار بالای ۵۰،۰۰۰ دلار است. بر اساس مطالعه‌ای که توسط مرکز کودکان جانز هاپکینز انجام شد، احتمال مرگ کودکان بدون بیمه که در بیمارستان بستری می‌شوند، ۶۰ درصد بیشتر از کودکانی است که تحت پوشش بیمه درمانی هستند.

## سیاست خارجی حقوق بشر
وزارت امور خارجه ایالات متحده آمریکا گزارش سالانه "حمایت از حقوق بشر و دموکراسی: سابقه ایالات متحده" را مطابق با قانون سال ۲۰۰۲ منتشر می کند که این وزارتخانه را ملزم می کند تا در مورد اقدامات انجام شده توسط دولت ایالات متحده برای تشویق احترام به حقوق بشر گزارش دهد. همچنین سالانه «گزارش های کشور در مورد انسان» را منتشر می‌کند."
به گفته مورخ کانادایی مایکل ایگناتیف، چه در دوران جنگ سرد و چه پس از آن، ایالات متحده بیش از آنکه سایر کشورها به عنوان بخشی از خارجی بر حقوق بشر تأکید کنند، تأکید کرده است‌. سیاست کمک های خارجی را برای تسهیل پیشرفت در زمینه حقوق بشر اعطا کرد و سالانه سوابق حقوق بشر سایر دولت های ملی را ارزیابی کرد.

ایالات متحده همچنین به دلیل سیاست خارجی حقوق بشر خود با انتقاداتی روبرو شده است.  به عنوان مثال، تعداد زیادی از دانشگاهیان و روزنامه نگاران، از جمله جی. پاتریس مک شری و وینسنت بیوینز، حمایت ایالات متحده از دیکتاتوری‌های راست‌گرا، تروریسم دولتی و کشتارهای دسته جمعی در طول جنگ سرد. این کشور  به اندازه سایر لیبرال دموکراسی ها معاهدات بین المللی حقوق بشر را تصویب کرده است، همچنین ۱۹۶۹ کنوانسیون وین در مورد حقوق معاهدات را تصویب نکرده است.

### معاهدات تصویب شد
به میثاق بین‌المللی حقوق مدنی و سیاسی - ایالات متحده مراجعه کنید.
ایالات متحده معاهدات حقوق بشر زیر را امضا و تصویب کرده است:
- میثاق بین‌المللی حقوق مدنی و سیاسی (ICCPR) (تصویب با حفظ (۵ قانون) رزرو، ۵ تفاهم، و ۴ اعلامیه.)[۴۶]
- پروتکل اختیاری در مورد دخالت کودکان در درگیری‌های مسلحانه
- کنوانسیون بین‌المللی رفع تمامی اشکال تبعیض نژادی
- کنوانسیون علیه شکنجه و سایر رفتارها یا مجازات‌های ظالمانه، غیرانسانی یا تحقیرآمیز
- پروتکل مربوط به وضعیت پناهندگان[۴۷]
- پروتکل اختیاری کنوانسیون حقوق کودک در مورد فروش کودکان، فحشا و هرزه‌نگاری کودکان[۴۸]

اسناد غیر الزام آور مورد رای دادن:
- اعلامیه جهانی حقوق بشر[۴۹]

### منشور بین المللی حقوق
به میثاق بین‌المللی حقوق مدنی و سیاسی - ایالات متحده مراجعه کنید.
میثاق بین‌المللی حقوق مدنی و سیاسی (ICCPR) و میثاق بین‌المللی حقوق اقتصادی، اجتماعی و فرهنگی (ICESCR) معاهدات حقوقی هستند که حقوق مندرج در اعلامیه جهانی بشریت را تضمین می‌کنند. همراه با اولین پروتکل اختیاری به میثاق بین‌المللی حقوق مدنی و سیاسی و دومین پروتکل اختیاری میثاق بین‌المللی حقوق مدنی و سیاسی پروتکل‌های اختیاری ICCPR آنها منشور حقوق بین‌الملل ایالات متحده ICESCR یا هیچ یک از پروتکل های اختیاری ICCPR را تصویب نکرده است.
تصویب ICCPR توسط ایالات متحده با پنج  شرط - یا محدودیت - در معاهده، ۵ تفاهم و ۴ بیانیه انجام شد. از جمله رد بخش‌هایی از معاهده که مجازات اعدام را منع می‌کند. در تصویب سنا این اعلامیه گنجانده شده بود که "مفاد ماده 1 تا 27 میثاق خود اجرا نمی شود"، و در یک گزارش اجرایی سنا بیان کرد که این بیانیه به منظور "توضیح این است که میثاق دلیل خصوصی برای دعوا در دادگاه های ایالات متحده ایجاد نمی کند." این شیوه تصویب معاهده به عنوان ناسازگار با بند برتری توسط لوئیس هنکین مورد انتقاد قرار گرفت.
از آنجایی که شرطی که «با هدف و هدف» یک معاهده ناسازگار است، از نظر حقوق بین‌الملل باطل است، کنوانسیون وین در مورد حقوق معاهدات، ماده.  ۱۹, ۱۱۵۵ U.N.T.S.  ۳۳۱ (که در ۲۷ ژانویه ۱۹۸۰ لازم الاجرا شد) (شرایطی را مشخص می کند که کشورهای امضاکننده می توانند تحت آن "رزرو" ارائه کنند)، در مورد اینکه آیا اعلامیه عدم خوداجرا حتی طبق قوانین داخلی قانونی است یا خیر، موضوعی وجود دارد.  به هر حال، ایالات متحده فقط از نظر نام امضاکننده است.

#### موارد قابل توجه
در نوامبر ۲۰۰۱، یاسر عصام حمدی ، یک شهروند ایالات متحده، توسط نیروهای ائتلاف شمال افغانستان در کندوز، افغانستان در میان صدها جنگجوی طالبان تسلیم شده اسیر شد. و به بازداشت آمریکا منتقل شد. دولت ایالات متحده مدعی شد که حمدی در آنجا برای طالبان می جنگید، در حالی که حمدی از طریق پدرش مدعی شده است که او صرفاً به عنوان یک امدادگر در آنجا بوده و به اشتباه دستگیر شده است. حمدی به بازداشتگاه سیا منتقل شد و به پایگاه دریایی گوانتانامو منتقل شد، اما زمانی که مشخص شد او یک شهروند ایالات متحده است، او را به نیروی دریایی در نورفولک، ویرجینیا و سپس به چارلستون، کارولینای جنوبی منتقل شد.  جرج دبلیو  حق روند مقرر. در سال ۲۰۰۲، پدر حمدی یک دادخواست «habeas corpus» ارائه کرد، قاضی به نفع حمدی رای داد و او را ملزم به داشتن وکیل عمومی کرد. با این حال، در دادگاه تجدید نظر تصمیم لغو شد.  در سال ۲۰۰۴، در پرونده "حمدی علیه رامسفلد" دادگاه عالی ایالات متحده رد دادخواست "habeas corpus" را لغو کرد و حکم داد که بازداشت شدگانی که شهروند ایالات متحده هستند باید توانایی اعتراض به بازداشت خود را داشته باشند.  در برابر یک قاضی بی طرف
در دسامبر ۲۰۰۴، خالد المصری، شهروند آلمان توسط مقامات مقدونیه هنگام سفر به اسکوپیه دستگیر شد زیرا نامش شبیه به  خالد المصری، یکی از مربیان ادعایی القاعده سلول هامبورگ.  او پس از بیش از سه هفته نگهداری در متل مقدونیه به سیا و استرداد به افغانستان منتقل شد.  المصری زمانی که در افغانستان نگهداری می‌شود، ادعا می‌کند که مورد لواط قرار گرفته، مورد ضرب و شتم قرار گرفته و بارها در مورد روابط ادعایی تروریستی مورد بازجویی قرار گرفته است. پس از پنج ماه بازداشت، کاندولیزا رایس از بازداشت خود مطلع شد و دستور آزادی او را صادر کرد. المصری شبانه در جاده‌ای متروک در آلبانی بدون عذرخواهی یا بودجه برای بازگشت به خانه آزاد شد.  او توسط نگهبانان آلبانیایی رهگیری شد و آنها معتقد بودند که او یک تروریست است به دلیل قیافه و ظاهر نامناسبش.  او متعاقباً با همسرش که با فرزندانشان به خانواده‌اش در لبنان بازگشته بود، پیوست، زیرا فکر می‌کرد شوهرش آنها را رها کرده است.  با استفاده از تجزیه و تحلیل ایزوتوپی، دانشمندان آرشیو باواریا برای زمین شناسی در مونیخ موهای او را تجزیه و تحلیل کردند و تأیید کردند که در طول ناپدید شدنش دچار سوء تغذیه شده است.
در سال ۲۰۰۷، رئیس جمهور ایالات متحده بوش با امضای دستور اجرایی استفاده از شکنجه در برنامه بازجویی سیا را ممنوع کرد.
بر اساس گزارش دیده بان حقوق بشر (سپتامبر ۲۰۱۲) دولت ایالات متحده در زمان دولت جمهوری بوش، رئیس جمهور ایالات متحده، مخالفان معمر قذافی را در جریان بازجویی ها «شکنجه آبی» شکنجه کرد، سپس آنها را به  بدرفتاری در لیبی متهم کرد.
رئیس جمهور باراک اوباما شکنجه در آب را انکار کرده است.

## آزمایش غیر اخلاقی انسان
موارد شناخته شده عبارتند از: 
- آزمایشات پوست آلبرت کلیگمن
- هنریتا لاکس
- آزمایش پزشکی روی سیاهپوستان آمریکایی
- آزمایش میلگرام
- مطالعه هیولا
- تزریق پلوتونیوم
- پروژه MKULTRA
- پروژه MKOFTEN
- آزمایش زندان استنفورد
- آزمایش سیفلیس تاسکگی

## ارزیابی های بیشتر
سری داده‌های سیاست تولید شده توسط گروه ویژه بی‌ثباتی سیاسی، دولت فدرال ایالات متحده پروژه، رژیم رتبه بندی و ویژگی های قدرت، که سال های ۱۸۰۰ تا ۲۰۱۸ را پوشش می دهد، ۱۰ امتیاز از ۱۰ را برای سال های ۱۸۷۱-۱۹۶۶ و ۱۹۷۴ تا ۲۰۱۵ به ایالات متحده داده است. امتیاز ایالات متحده در سال های ۲۰۱۶، ۲۰۱۷ و ۲۰۱۸ به ۸ کاهش یافت.
بر اساس مجله اکونومیست» شاخص دموکراسی (۲۰۱۶)، ایالات متحده در رتبه ۲۱ از ۱۶۷ کشور قرار دارد. در سال‌های ۲۰۱۶ و ۲۰۱۷، ایالات متحده به‌عنوان «دموکراسی معیوب» توسط شاخص دموکراسی طبقه‌بندی شد و امتیاز ۸.۲۴ از ۱۰ را در رابطه با آزادی‌های مدنی دریافت کرد. این اولین بار است از زمانی که اکونومیست گزارش شاخص دموکراسی را منتشر کرد، ایالات متحده از «دموکراسی کامل» به «دموکراسی معیوب» تنزل یافته است.
طبق گزارش سالانه شاخص آزادی مطبوعات در سرتاسر جهان که توسط گزارشگران بدون مرز منتشر می‌شود، به دلیل آزار روزنامه‌نگاران و بی‌اعتمادی عمومی به رسانه‌های جریان اصلی، ایالات متحده در بین ۱۹۷ کشور در رتبه ۴۴ قرار گرفت.  برای آزادی مطبوعات.
بر اساس گزارش سالانه شاخص ادراک فساد که توسط شفافیت بین الملل منتشر شد، ایالات متحده در بین ۱۸۰ کشور با ۶۷/۱۰۰ کشور در رتبه ۲۵ شفافیت سیاسی قرار گرفت.
بر اساس شاخص سالانه حریم خصوصی بین‌المللی در سال ۲۰۰۷، ایالات متحده با کسب تنها ۱.۵ از ۵ امتیاز حریم خصوصی، به عنوان "جامعه نظارت بومی" رتبه بندی شد.
بر اساس ماتریس سالانه دموکراسی، که توسط دانشگاه وورزبورگ منتشر می شود، ایالات متحده در سال ۲۰۱۹ یک "دموکراسی فعال" بود که بالاترین رده در این شاخص است، اگرچه سومین کشور پایین ترین رتبه در این شاخص است.  آن دسته (سی و ششمین در کل).
بر اساس نظرسنجی هزاره گالوپ بین‌المللی، ایالات متحده در نگرش شهروندان از رعایت حقوق بشر در رتبه بیست و سوم قرار گرفت که از شهروندانش پرسیدند: «به طور کلی، آیا فکر می‌کنید که حقوق بشر کاملاً رعایت می‌شود؟  تا حدی مورد احترام هستند یا اصلاً در کشور شما مورد احترام نیستند؟

## مسائل دیگر
پس از ویرانی های ناشی از طوفان کاترینا، انتقاد برخی از گروه ها درباره مسائل حقوق بشری در خصوص مسائل بازیابی و بازسازی مطرح شد اتحادیه آزادی‌های مدنی آمریکا و پروژه ملی زندان بدرفتاری با جمعیت زندان را در طول سیل مستند کرده‌اند، در حالی که گزارشگر ویژه سازمان ملل دودو داین گزارشی در سال ۲۰۰۸ ارائه کرد در مورد چنین مسائلی که وزارت امور خارجه ایالات متحده قبلاً ادعا کرده بود اعتبار خود را به دلیل مواضع قبلی خود از دست داده است. و فقدان تدابیر امنیتی در برابر ناقضان شدید حقوق بشر که در کرسی نشسته اند. در سال‌های ۲۰۰۶ و ۲۰۰۷، کمیساریای عالی پناهندگان سازمان ملل و مارتین شاینین از توجه ایالات متحده به اجازه اعدام با تزریق کشنده، نگهداری کودکان در زندان‌های بزرگسالان و قرار دادن زندانیان انتقاد کردند. انزوای طولانی مدت در زندان سوپر مکس ، با استفاده از تکنیک‌های بازجویی تقویت‌شده و شکاف‌های فقر خانگی.
در ۲۸ اکتبر ۲۰۲۰، عفو بین‌الملل نگرانی‌هایی را در مورد وضعیت حقوق بشر در ایالات متحده مطرح کرد و تصمیم گرفت نقض حقوق بشر مربوط به اعتراضات در طول و پس از ۳ را نظارت و افشا کند. انتخابات نوامبر ایالات متحده.
در ۹ نوامبر ۲۰۲۰، طی یک جلسه ۳.۵ ساعته در نهاد اصلی حقوق بشر سازمان ملل، ایالات متحده برای اولین بار در پنج سال گذشته تحت نظر قرار گرفت، در رابطه با بازداشت کودکان مهاجر و کشتار سیاهپوستان غیرمسلح در طول تصدی دونالد ترامپ منتقدان ایالات متحده، از جمله ایران، سوریه، ونزوئلا، روسیه و چین نگرانی‌هایی را در مورد سوابق حقوق بشر ایالات متحده مطرح کردند که در ماه اوت ادامه یافت.  
مرگ مهاجران در بازداشتگاه ایالات متحده در مرز یکی از موضوعات مهمی است که نگرانی ها را در مورد حقوق بشر در ایالات متحده برانگیخته است.
ابتکار مرز کینو  ۷۸ شکایت از مهاجران را بین سال‌های ۲۰۱۰ تا ۲۰۲۲ ردیابی کرد که می‌گوید ۹۵ درصد از آنها به هیچ تحقیق یا اقدام انضباطی مناسبی منجر نشده است.

## برابری

#### نابرابری جنسیتی
برای زنان آمریکایی، فرصت های شغلی بسیار متفاوت نسبت به 50 سال پیش فراهم شده. زنان در مشارکت نیروی کار و دستمزدها دستاوردهایی به دست آورده اند و حضور خود را در مشاغل پردرآمد افزایش داده اند. با این حال، برخی از این پیشرفت‌ها در سال‌های اخیر متوقف شده است و شکاف‌های جنسیتی بزرگ در سطوح بالای دولت و رهبری تجاری همچنان ادامه دارد.کاهش نابرابری جنسیتی از سال 1920 هدف چندین قانون اساسی بوده.نابرابری جنسیتی در ایالات متحده به اشکال مختلف همچنان ادامه دارد. زنان در مشاغل کم‌درآمد بیش از حد حضور دارند. به ویژه زنان رنگین پوست ،سطوح بالایی از فقر، بیکاری و سایر مشکلات اقتصادی را تجربه می کنند. این در حالی است که قوانین فدرال تبعیض بر اساس جنسیت را ممنوع می کند اما تفاوت های جنسیتی در آموزش، اشتغال و درآمد، بازنشستگی، بهداشت و سایر زمینه ها همچنان وجود دارد.

#### نابرابری نژادی
نابرابری نژادی توزیع نابرابر منابع، قدرت و فرصت های اقتصادی در بین نژادها در یک جامعه است. در حالی که بحث نابرابری نژادی در ایالات متحده اغلب بر نابرابری اقتصادی متمرکز است، نابرابری نژادی نیز خود را به طرق مختلفی نشان می دهد که به تنهایی و با هم بر رفاه همه آمریکایی ها تأثیر می گذارد. این شامل نابرابری های نژادی در ثروت، تحصیلات، اشتغال، مسکن، تحرک، سلامت، میزان زندانی شدن و موارد دیگر است.سیاه پوستان، تردید دارند که هرگز در این کشور از حقوق برابر برخوردار شوند.فقیر بودن، مسلمان بودن، سیاهپوست بودن یا اسپانیایی تبار بودن مردم را در ایالات متحده در وضعیت نامساعدی قرار می دهد. آمریکایی ها عموماً فکر می کنند سفیدپوست بودن یک مزیت در جامعه است، و سیاهپوست یا اسپانیایی تبار بودن به توانایی افراد برای پیشرفت آسیب می رساند.همچنین پلیس در برخورد با  سیاهپوستان نسبت به سفیدپوستان کمتر منصفانه رفتار می کنند.

#### نابرابری در کیفیت آموزش
در ایالات متحده، دسترسی به آموزش با کیفیت عمیقاً نابرابر است، به ویژه در امتداد خطوط نژادی و اجتماعی-اقتصادی. تفاوت در دسترسی تحصیلی در بین دانش‌آموزان در ایالات متحده نتیجه عوامل متعددی از جمله سیاست‌های دولت، انتخاب مدرسه، ثروت خانواده، سبک فرزندپروری، سوگیری ضمنی نسبت به نژاد یا قومیت دانش‌آموزان و منابع در دسترس دانش‌آموزان و مدارس آنهاست.در حالی که دسترسی به مدارس دولتی آموزش پایه را برای همه دانش آموزان در دسترس قرار داده است، هنوز یک نابرابری مشخص - و رو به رشد - در آموزش وجود دارد که می تواند بر آینده اقتصادی افراد تأثیر بگذارد.
میلیون ها دانش آموز و معلم در ایالات متحده روزانه با نابرابری در مدارس خود دست و پنجه نرم می کنند. واقعیت تلخ این است که برخی مدارس از ساختمان‌ها و امکانات باکیفیت بهره می‌برند، در حالی که برخی دیگر ، نه ! برخی از مدارس مواد و تجهیزات آموزشی به روز ارائه می دهند، در حالی که برخی دیگر دارای رایانه ها و کتاب های درسی قدیمی هستند.در حالی که هیچ عامل واحدی این تضادهای فاحش را ایجاد نمی کند، نابرابری در بودجه مدارس دولتی قطعاً به این امر کمک می کند.

## آزادی‌ها

#### آزادی بیان
آزادی بیان در ایالات متحده شایسته این نام نیست.ایالات متحده آزادی بیان را اساس کشور می داند، اما آن را زیر پا می گذارد. اگرچه اولین متمم قانون اساسی ایالات متحده به صراحت "آزادی بیان" را تصریح می کند، اما اختلافات سیاسی و منافع گروهی به طور مداوم از شکل "آزادی بیان" برای آسیب رساندن به ماهیت آن استفاده می کنند.ایالات متحده مدتها مدعی آزادی بیان بوده و با شعارهای پوچ سیاسی و نقاب اخلاقی ریاکارانه به اصطلاح "آزادی بیان"، دستکاری سیاسی داخلی و بی عدالتی اجتماعی را سرپوش می گذارد، دعواهای سیاسی آزادی بیان را زیر پا می گذارد، مداخله مطبوعات آزادی بیان را تهدید می کند و رسانه های اجتماعی آزادی بیان را نقض می کنند.

## سیستم قضایی

#### نابرابری در سیستم قضایی
برخی از نابرابری ها عبارتند از نابرابری های نژادی، وضعیت اجتماعی-اقتصادی، نابرابری های جغرافیایی، و تفاوت های جنسیتی ، افراد رنگین پوست، به ویژه سیاه پوستان، اغلب در مقایسه با همتایان سفیدپوست خود برای جنایات مشابه، احکام سخت تری دریافت می کنند. حقیقت ناراحت کننده این است که ایالات متحده بر اساس بی عدالتی ساخته شده است.ایالات متحده کشور آزادی و برابری است اگر سفید پوست هستید. اگر اینطور نیستید، این سیستمی است که شما را تحت تعقیب قرار می دهد، از زور شدید علیه شما استفاده می کند و به احتمال زیاد قاتل شما را آزاد می کند.